# 최대원 (배우)
최대원(1974년 3월 14일 ~ 현재)은 대한민국의 배우이다. 서울에서 태어났고, 1975년 영화 《탈출》을 데뷔하고, 연극 활동을 시작하였다.

## 출연작

### 영화
- 2012년 《나는 왕이로소이다》
- 2010년 《할아버지의 토시》
- 2006년 《생날선생》 - 형사 1 역
- 2003년 《아리랑》 - 천기호 역

### 드라마
- 2011년 KBS2 《포세이돈》

### 연극
- 2004년 용서를 넘어선 사랑
- 2001년 유리동물원
- 2000년 바리공주
- 2000년 사랑합니다

## 경력
- 1993년 ~ 1995년 《EOS》 멤버

## 가족
- 부친 : 최성 (1928 ~ 2009)